# جری رید
جری رید (انگلیسی: Jerry Reed؛ ۲۰ مارس ۱۹۳۷ – ۱ سپتامبر ۲۰۰۸) یک موسیقی‌دان اهل ایالات متحده آمریکا بود. وی بین سال‌های ۱۹۵۶ تا ۲۰۰۸ میلادی فعالیت می‌کرد.